# Omphalobasella inconspicua
Omphalobasella inconspicua är en fjärilsart som beskrevs av Embrik Strand 1915. Omphalobasella inconspicua ingår i släktet Omphalobasella och familjen mott. Inga underarter finns listade i Catalogue of Life.